# Slamparejo
Slamparejo is een bestuurslaag in het regentschap Malang van de provincie Oost-Java, Indonesië. Slamparejo telt 4942 inwoners (volkstelling 2010).